# Hiranai, Aomori
Hiranai (平内町 Hiranai-machi) (tiếng Ainu: ピラナィ, đã Latinh hoá: piranay) là thị trấn thuộc huyện Higashitsugaru, tỉnh Aomori, Nhật Bản. Tính đến ngày 1 tháng 10 năm 2020, dân số ước tính thị trấn là 10.126 người và mật độ dân số là 47 người/km2. Tổng diện tích thị trấn là 217,09 km2.